# Патріоти Росії
«Патріоти Росії» (Політична партія «Патріоти Росії») — офіційно зареєстрована помірно-ліва політична партія в Російській Федерації, створена в результаті відколу від КПРФ. Зареєстрована як Політична партія «Патріоти Росії» в липні 2005 р.
Створена на основі Російської партії праці та об'єднань низки партій і громадських організацій, що входять до коаліції «Патріоти Росії». У партію «Патріоти Росії» вступила значна частина членів партій: «Російська партія праці» та «Євразійська партія — Союз патріотів Росії».
9 вересня 2008 «Партія відродження Росії» була розпущена, закликавши своїх прихильників і членів увійти в партію «Патріоти Росії».
22 листопада 2008 на з'їзді партія одноголосно проголосувала за об'єднання з Російською політичною партією миру і єдності" у формі приєднання до партії «Патріоти Росії».
19 грудня 2011 на офіційному сайті партії було опубліковано заяву про входження партії «Патріоти Росії» в Загальноросійський народний фронт В. Путіна. У 2012 році заступник голови партії Надія Корнєєва стала довіреною особою В. Путіна під час передвиборчої кампанії.
Партія не представлена в Держдумі.

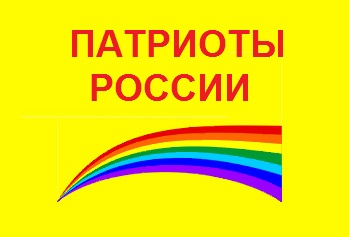
Прапор партії з 2005–2013 р.

13 лютого 2012 на відбувся З'їзді Російської політичної партії миру і єдності одноголосно ухвалив рішення про повний вихід партії Миру та Єдності зі складу політичної партії «Патріоти Росії», у зв'язку з чим З'їзд ухвалив.

## Цілі партії
Головна стратегічна мета партії — створення в Російській Федерації суспільства рівних можливостей, гармонійно поєднує політичну стабільність, соціальну справедливість і сталий економічний розвиток. Партія прагне до об'єднання всіх опозиційних сил країни на базі патріотизму, ґрунтуючись на соціалістичних, соціал-демократичних і центристських поглядах на розвиток суспільства і держави. Партія відкидає радикалізм, екстремізм, шовінізм і націоналізм в будь-яких їхніх проявах.